# Pamphilius varius
Pamphilius varius är en stekelart som först beskrevs av Audinet-serville 1823.  Pamphilius varius ingår i släktet Pamphilius, och familjen spinnarsteklar. Arten är reproducerande i Sverige.